# Борецкий, Александр Борисович
Алекса́ндр Бори́сович Боре́цкий (2 марта 1911, Москва — 18 августа 1982) — советский архитектор. Бывший лауреат Сталинской премии второй степени (1949).

## Биография
Александр Борецкий родился в Москве 2 марта 1911 года. В 1936 году окончил Московский архитектурный институт. В 1939 году вступил в Союз архитекторов СССР.
Начал творческую деятельность в мастерской № 3 Моссовета под руководством И. А. Фомина. Работал в бригадах архитекторов Г. Т. Крутикова и Е. М. Попова, позднее — А. Н. Душкина. Одной из первых его работ в мастерской № 3 стал проект театра на Тверском бульваре.
В 1937—1938 годах работал архитектором-художником строительства ВСХВ. Начал совместную работу с Леонидом Поляковым в 1938 году в мастерской Дворца Советов, где разрабатывал проекты интерьеров фойе и банкетного зала. В 1939—1941 годах работал архитектором-автором 9-й мастерской Мосгорисполкома. Участвовал в составлении конкурсного проекта зданий комбината «Известия» и проекта застройки магистрали «Новая Солянка».
После начала Великой Отечественной войны занимался маскировкой Тульского оружейного завода, затем работал в конструкторском бюро эвакуированной во Фрунзе Военно-инженерной академии. Окончив в 1942 году Военно-инженерную академию, отправился на фронт. Служил в 59-й Отдельной инженерно-сапёрной бригаде, затем в Штабе Северной группы войск. А. Б. Борецкий наводил переправы, готовил проходы для войск, маскировал технику, строил наблюдательные пункты. Участвовал в организации сообщения блокадного Ленинграда с «Большой землёй». На Курской дуге, в сражении под Севском занимался подготовкой щитов, которые позволили советским танкам преодолеть заболоченную местность. Позднее организовывал переправу через Днепр. Участвовал в боях на территории Германии. Во время прорыва советских войск к Праге был ранен.
Вернувшись в Москву после демобилизации в 1946 году, возобновил работу в мастерской Полякова. Принимал участие в восстановлении Севастополя. Составил серию проектов жилых домов для Донбасса, Сибири, Дальнего Востока, принятых к строительству. Выполнил проект застройки одного из районов Владивостока. Участвовал в проектировании сооружений Волго-Донского канала, гостиницы «Ленинградская» и жилого дома «Известий» на набережной Тараса Шевченко. В 1948 году вступил в КПСС. Как победитель конкурса, стал автором павильона СССР на Всемирной выставке 1958 года в Брюсселе (совместно с конструктором Рацкевичем, архитекторами Абрамовым, Дубовым, Полянским).
В 1965—1967 годах руководил мастерской в ЦНИИЭП торговых зданий и туристских комплексов. Под руководством Борецого были построены гостиница «Юность» в Москве (архитектор Ю. В. Арндт), торговый центр в Новосибирском Академгородке (архитектор Образцов).
В 1967—1978 годах работал в мастерской № 6 управления «Моспроект-2». Спроектировал кинотеатры на 4 и 6 тысяч мест и экспериментальный район в Тропарёве. Занимался строительством второй очереди гостиницы «Москва».
Умер 18 августа 1982 года. Похоронен на Введенском кладбище (14 уч.).

## Проекты и постройки
- Второй Дом СНК СССР в Зарядье (1940; совместно с Л. М. Поляковым, Е. Н. Стамо; конкурс);
- Комбинат «Известий» у Киевского вокзала (1940; совместно с Л. М. Поляковым, Е. Н. Стамо, конкурс);
- Дом Советов в Сталинграде (1946—1947; совместно с Л. М. Поляковым; конкурс);
- Высотное здание гостиницы «Ленинградская» на Комсомольской пл. в Москве (1949—1954; соавтор Л. М. Поляков; инж. Е. В. Мятлюк);
- Школа для одарённых детей в Лаврушинском переулке в Москве;
- Павильон «Главкондитер» на ВСХВ (1954; соавтор А. Е. Розенблюм; скульптор М. Е. Ярославская; художник Г. И. Опрышко);
- Дворец Советов на Ленинских горах (конкурс 1957—1958 гг.; соавторы: А. Я. Лангман, А. С. Образцов, Г. Н. Чечулин и И. К. Бебяков);
- Мемориальная доска композитору Рейнгольду Глиэру — 1957, соавтор скульптор И. Л. Слоним[5] на жилом доме № 10 РЖСКТ «Советский композитор», улица Чаянова, Москва.
- Гостиница «Москва» — вторая очередь (1968—1977; соавторы: А. А. Дзержкович, И. Е. Рожин, Д. С. Солопов и В. А. Щелкановцева[6].
- Площадь Лазарева (Севастополь) совместно с Л. Н. Павловым и Е. Н. Стамо.
- Памятник дважды Герою Социалистического Труда И. Жахаеву, г. Кызылорда (1975; соавтор архитектор К. Кульбашева; скульптор А. Пекарев).

## Награды и премии
- Сталинская премия второй степени (1949) — за архитектуру 16-этажного здания гостиницы «Ленинградская», совместно с Л. М. Поляковым. Постановлением ЦК КПСС и Совмина СССР от 4 ноября 1955 года (известном как «постановление об архитектурных излишествах») авторы проекта премии лишены.[7]
- Орден Отечественной войны I степени (1945)[8]
- Орден Отечественной войны II степени (1944) [8]
- Орден Красной Звезды (1943)[8]
- Медаль «За победу над Германией в Великой Отечественной войне 1941—1945 гг.» (1945)[8]
- Медаль «За отвагу» (1943)[8]